# 12358 Azzurra
12358 Azzurra (tên chỉ định: 1993 SO2) là một tiểu hành tinh vành đai chính. Nó được phát hiện bởi Antonio Vagnozzi ở Santa Lucia Stroncone Astronomical Observatory ở Stroncone, Italy, ngày 22 tháng 9 năm 1993. Nó được đặt theo tên Vagnozzi's granddaughter.